# Moments in Love
Moments in Love è un singolo del gruppo musicale britannico Art of Noise, pubblicato nell'aprile 1985 come terzo estratto dall'album in studio Who's Afraid of the Art of Noise?.
Il brano, scritto da Anne Dudley, Trevor Horn, J. J. Jeczalik, Gary Langan e Paul Morley, è apparso anche sull'EP di debutto della band, Into Battle with the Art of Noise (1983).
Nel corso degli anni successivi, Moments in Love è stata campionata più volte da artisti quali J Dilla, Charli XCX, Lil Wayne, Drake e Onda Rossa Posse.

## Altri usi
- Il brano è stato usato dall'azienda italiana Martini & Rossi per una pubblicità televisiva del suo China Martini, nel 1988.